# Гамелион
Гамелион (Гамилион) — месяц аттического года.

## Праздники

### Общегреческие
1-й и последний дни каждого месяца посвящались Гекате. 1-й день каждого месяца посвящался также Аполлону и Гермесу.
В гамелионе совершались бракосочетания.

### В античныхАфинах
3-й, 13-й и 23-й дни каждого месяца — посвящались Афине.
Три последних дня каждого месяца считались несчастливыми, они посвящались подземным богам.
С 12 гамелиона праздновались Ленеи — дионисийский праздник, сопровождавшийся театральным состязанием.
Праздник был не столь значительным, как Великие Дионисии, поскольку проводился зимой, в период прекращения навигации, и собирал только местное аттическое население
Справлялись следом за Сельскими Дионисиями.
Празднования совершалось в особом святилище, называемом Леней (Λήναιον).
24 гамелиона праздновались Гамелии.

## Кроме того
В ареале ионийского диалекта месяц, соответствующий афинскому гамелиону, часто именовался ленеем (Ληναιών).